# Asobo Studio
Asobo Studio SAS ist ein französisches Entwicklungsstudio für Videospiele, mit Sitz in Bordeaux. Das Studio wurde im Jahr 2002 gegründet und hat seit seiner Gründung 23 Videospiele entwickelt, darunter Videospieladaptionen der Pixar-Filme: Ratatouille, WALL·E, Oben und Toy Story 3.

## Geschichte
Eine Gruppe aus zwölf Videospielentwicklern kaufte die Rechte des PlayStation-2-Multiplayer-Spiels Super Farm und gründete Asobo Studio. Ihr erstes Spiel wurde im Jahr 2003 von Ignition Entertainment veröffentlicht. In den Folgejahren entwickelte das Studio einige weitere Spiele. Asobo wurde von THQ beauftragt, Videospieladaptionen von den Pixar-Filmen Ratatouille, WALL·E und Oben zu entwickeln.
Während der Games Convention 2008 kündigte der Videospiel-Publisher Codemasters das Spiel Fuel an, das von Asobo Studio entwickelt wurde. Fuel wurde am 5. Juni 2009 für Playstation 3 und Xbox 360 und am 5. Juli 2009 für Windows veröffentlicht. Das Studio arbeitete von 2010 bis 2012 an Kinect Rush: A Disney-Pixar Adventure für Xbox 360 Kinect. Das Spiel verfügt über einen Scan-Prozess, mit dem der Spieler seinen eigenen Pixar-Avatar erstellen kann. Es kommen Charaktere aus Ratatouille, Die Unglaublichen, Cars, Oben und Toy Story in dem Spiel vor. Das Spiel wurde von den Microsoft Studios und den Disney Interactive Studios im März 2012 veröffentlicht.
Asobo Studio entwickelte die Konsolenversionen von Monopoly Family Fun Pack, Monopoly Plus, My Monopoly und Monopoly Deal. Seit 2016 arbeitet Asobo Studio erneut mit Microsoft zusammen, um zwei Spiele für HoloLens zu entwickeln: Fragments und Young Conker. Beide Spiele waren in einer am 30. März 2016 veröffentlichten Developer Edition verfügbar. Asobo Studio gewann den von Syntec Numérique EY und SNJV verliehenen 2016 French Video Game Creator Preis. 2017 kündigte Asobo Studio A Plague Tale: Innocence an, das am 14. Mai 2019 von Focus Home Interactive für Windows, PlayStation 4 und Xbox One veröffentlicht wurde.

## Entwickelte Spiele
| Jahr | Titel                                  | Publisher                  |
| ---- | -------------------------------------- | -------------------------- |
| 2003 | Super Farm                             | Ignition Entertainment     |
| 2004 | Sitting Ducks                          | LSP                        |
| 2004 | The Mummy: The Animated Series         | HIP Interactive            |
| 2005 | Nemesis Strike                         | HIP Interactive            |
| 2006 | Garfield: A Tail of Two Kitties        | Game Factory               |
| 2007 | Ratatouille                            | THQ                        |
| 2008 | WALL-E                                 | THQ                        |
| 2009 | Fuel                                   | Codemasters                |
| 2009 | Up                                     | THQ                        |
| 2010 | Racket Sports Party                    | Ubisoft                    |
| 2010 | Toy Story 3                            | Disney Interactive Studios |
| 2010 | Racket Sports                          | Ubisoft                    |
| 2012 | Kinect Rush: A Disney-Pixar Adventure  | Microsoft Studios          |
| 2014 | The Crew                               | Ubisoft                    |
| 2014 | Monopoly Plus                          | Ubisoft                    |
| 2016 | Fragments – HoloLens                   | Microsoft Studios          |
| 2016 | Young Conker – HoloLens                | Microsoft Studios          |
| 2016 | ReCore                                 | Microsoft Studios          |
| 2017 | Disneyland Adventures                  | Microsoft Studios          |
| 2017 | Zoo Tycoon: Ultimate Animal Collection | Microsoft Studios          |
| 2018 | The Crew 2                             | Ubisoft                    |
| 2019 | A Plague Tale: Innocence               | Focus Home Interactive     |
| 2020 | Microsoft Flight Simulator             | Xbox Game Studios          |
| 2022 | A Plague Tale: Requiem                 | Focus Home Interactive     |
| 2024 | Microsoft Flight Simulator 2024        | Xbox Game Studios          |

## Auszeichnungen
- Annie Award 2008 Best Animated Video Game für Ratatouille[2]
- GameSpot Most Surprisingly Good Game Special Achievement 2008 für WALL-E PS2 (nominiert)[3]
- GameSpot Better Use of a Creative License Special Achievement 2008 für WALL-E PS2 (nominiert)[4]
- Milthon Festival: Catégorie Jeu Console für WALL-E PS2 (nominiert)[5]
- Guinness World Records. Auszeichnung für die größte bespielbare Karte in einem Konsolenspiel für Fuel.[6]